# Husztsófalva
Husztsófalva (ukránul: Данилово [Danyilovo]) falu Ukrajnában, Kárpátalján, a Huszti járásban.

## Fekvése
Técsőtől északnyugatra, a Baranya patak mellett, Mihálka és Ötvösfalva közt fekvő település.

## Nevének eredete
A Sófalva helységnév magyar eredetű, a magyar só és a birtokos személyjellel ellátott falu főnévnek az összetételével keletkezett, a település határában található sólelőhelyekre utalva. A település nevének változatai közül a legrégebbi a Husztakna, ez Huszt közelében lévő sóbányára utal. Idővel a Husztakna nevet a Sófalva váltotta fel, melyet a másfelé található Sófalváktól való megkülönböztetésként 1901-ben, az országos helységnévrendezés során a Huszt- előtaggal egészítettek ki (Mező 1999: 338). Sófalva közelében egy falu települt, amely Danilo nevű telepítő kenézéről a magyarban a Danilofalva>Danalafalva, a ruszinban pedig a Danilova~Danilovo nevet kapta. A két település összeolvadásakor a magyarban a sóbányászatra utaló, a ruszinban pedig a Danilo kenéz nevét őrző név maradt fenn (Kiss 1991c: 355).

## Története

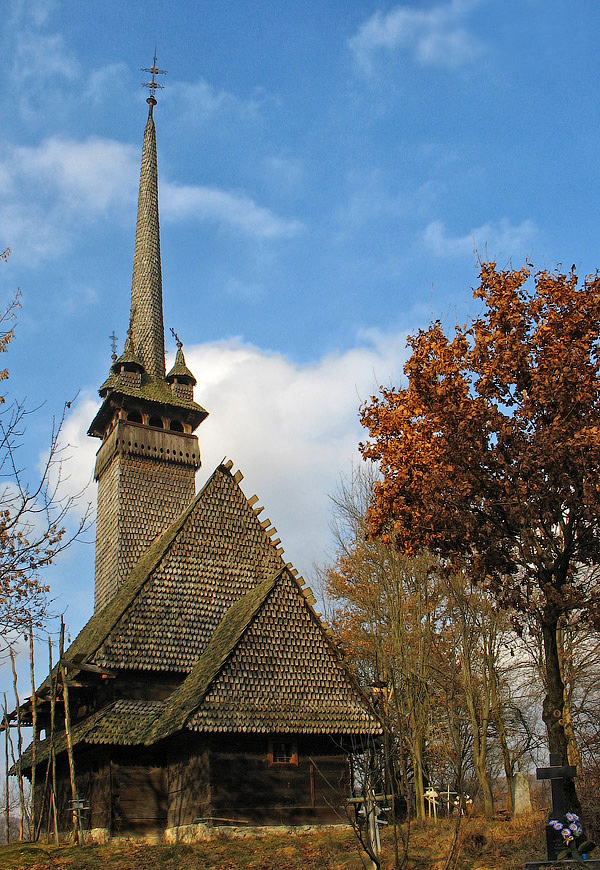
Szent Miklós nevére szentelt fatemploma

Nevét 1390-ben Huzthokna (ComMarmUg. 38–9), 1391-ben Danalafalua, 1462-ben Sofalwa, 1550-ben Soffalwa (Károlyi okl.3: 257), 1610-ben Soffalua, 1725-ben Soófalva, 1773-ban Soófalva, Danyilesty, Danilova, 1808-ban Sófalva, Danilowá, Danilest(y)i, 1828-ban Soófalva, Danilowo, 1838-ban Sófalva, 1851-ben Sófalva (Danilova)), 1877-ben Sófalva, Danilovo, 1913-ban Husztsófalva, 1930-ban Danilove, 1944-ben Husztsófalva, Даниловo, 1983-ban Данилове, Даниловo (Zo), 1995-ben Даниловo.
1462-ben a Rosályi Kún család birtokaként említették a Sándorfalvával közös sorsú települést. A település birtokosai voltak 1550-ben Rosályi Kún László, Pesti András, Nagyvati János, 1600-ban Rosályi Kún Gáspár, Rosályi Kún László, Szoklyói Szabó Balázs.
A 18. századra a falu magyar jobbágysága eloroszosodott.
A település nevének eredetéről Pesty Frigyes az 1800-as években írta:
Soófalva község név eredetéről a nép hagyomány szerint annyi puhatolható ki, hogy régi ős időkben benne sót vágtak, innen eredhetett magyar elnevezése Soófalva hogy pedig azt ruthen nyelven Danelovának hivják, azt álitják mert a sóaknát azon korban egy Dánelo nevü lakos földjén kezdték mivelni, mi régen elenyészett ugyan, de volt hellyein jelenleg a nép használatára két sós kut fenmaradt.
1910-ben 888 lakosából 84 magyar, 259 német, 545 ruszin volt. Ebből 24 fő római katolikus, 599 görögkatolikus, 262 izraelita volt. A trianoni békeszerződés előtt Máramaros vármegye Huszti járásához tartozott.
2020-ig Mihálka tartozott hozzá.

## Nevezetességek
- Görögkatolikus fatemploma 1779-ben Szent Miklós tiszteletére épült. A templom hosszhajós elrendezésű, kettőzött tetővel és árkádsorral. Bejárat feletti négyzetes tornya íves záródású erkéllyel övezett. Magas, hegyes sisakja és négy fiatornya van.

## Ismert személyek
- Itt született Hajovics Péter (1896–1940) bútorgyáros, kárpátaljai autonómiapárti politikus, magyarországi országgyűlési képviselő.

## Külső hivatkozások
- Adatbank PDF
- Szekeres Lukács Sándor: Kodáros kincsei, Fejezetek Felsősófalva és a Székely-Sóvidék történelméből/